# Gunnar Halle
Gunnar Halle, norveški nogometaš in trener, * 11. avgust 1965, Larvik, Norveška.
Leta 2004 je končal svojo igralsko kariero in postal pomočnik trenerja pri Lillestrømu.
Za norveško nogometno reprezentanco je odigral 64 tekem in dosegel 5 golov.